# Sergius Kiriakoff
Sergius G. Kiriakoff (Russisch: Сергей Грегори Кирьяков, Sergej Gregori Kirjakov), (Chisinau, 10 mei 1898 - Gent, 15 januari 1984) was een Russisch-Belgisch lepidopterist.
Kiriakoff studeerde eerst exacte wetenschappen aan de universiteit van Odessa, vervolgens stuurden zijn ouders hem na de Eerste Wereldoorlog naar België. Daar studeerde hij economie aan de Hogeschool Gent. In 1946 ging hij aan de Universiteit van Gent werken als curator van het zoölogisch museum. Aan de Université Lille Nord de France promoveerde hij in de zoölogie in 1956. In 1964 werd hij dan professor aan de Universiteit van Gent. In de tussentijd werkte hij aan veel onderzoek naar vlinders en gaf hij lessen in de entomologie tot 1982, ver na zijn emeritaat in 1968. Hij beschreef meer dan 600 nieuwe taxa.
- Bibsys: 90984456
- Bibliothèque nationale de France: cb134928255 (data)
- CiNii: DA02618070
- International Standard Name Identifier: 0000 0003 7406 5459
- Nationale Bibliotheek van Tsjechië: ola2009522832
- Nederlandse Thesaurus van Auteursnamen: 072403209
- Réseau des bibliothèques de Suisse occidentale: 02-A003455907
- Système universitaire de documentation: 050277715
- Virtual International Authority File: 15317420
- WorldCat: E39PBJqqpJRBkgR6mRwYtWjHmd